# How Weird Street Faire
 (septembre 2020).
La How Weird Street Faire est une fête en plein air qui se tient chaque année depuis 2000 à San Francisco. Elle occupe Howard Street et quelques rues alentour, dans le quartier SoMa (jeu de mots Howard / how weird, « que la rue [est] bizarre [!] »). Ses organisateurs la présentent comme le plus ancien festival de rue de musique électronique d'Amérique du Nord. En 2017, il a accueilli plusieurs milliers de visiteurs, dont beaucoup sont déguisés, dans l'esprit du festival Burning Man.
Elle est élue 10e meilleur festival culturel en 2019 par le quotidien USA Today